# Герен, Эжени де
Эжени де Герен (фр. Eugénie de Guérin; 15 января 1805, замок Кела, Андийак, Лангедок — 31 мая 1848, там же) — французская писательница, старшая сестра поэта Мориса де Герена.

## Биография
Принадлежала к старому аристократическому роду выходцев из Венеции, в котором были участники крестовых походов, кардиналы, великие мастера ордена иоаннитов и др. К XIX в. семья обеднела. Мать Эжени, умершая, когда девочке было 13 лет, перед смертью поручила ей младшего и слабого здоровьем брата Мориса. Отличавшаяся глубокой религиозностью и думавшая уйти от мира, Эжени посвятила жизнь брату. Её дневники и письма были адресованы только ему. После смерти брата она стала собирать и готовить к изданию его наследие, но не успела завершить эти труды.
В 1855 дневник Эжени де Герен был издан в провинции для узкого круга близких под заглавием «Реликвии», в 1862 «Дневники и письма Эжени де Герен», напечатанные в Париже  Жюлем Барбе д’Оревильи, вызвали большой интерес, в 1865 были переведены на английский язык и с тех пор многократно переиздавались.

## Признание
Авторитетный Сент-Бёв включил Эжени де Герен в свою «Галерею знаменитых женщин», Франсуа Мориак — в сборник «Мои великие». Её дневникам посвятил эссе Мэтью Арнолд, их высоко оценил Генри Джеймс.
В замке Кайла действует музей Эжени и Мориса де Герен, Общество их друзей издает сочинения брата и сестры, труды об их жизни и творчестве (см.:).